# Sacramento State Hornets
Sacramento State Hornets (español: Abejorros de la Estatal de Sacramento) es el equipo deportivo de la Universidad Estatal de California, Sacramento, situada en la ciudad de Sacramento (California). Los equipos de los Hornets participan en las competiciones universitarias organizadas por la NCAA, y forma parte de la Big Sky Conference salvo en béisbol y gimnasia, que compiten en la Western Athletic Conference.

## Programa deportivo
Los Hornets participan en las siguientes modalidades deportivas:
| - Masculino - Atletismo - Atletismo cubierta - Baloncesto - Béisbol - Cross - Fútbol - Fútbol americano - Golf - Tenis | - Femenino - Atletismo - Atletismo cubierta - Baloncesto - Cross - Gimnasia - Golf - Fútbol - Remo - Sóftbol - Tenis - Voleibol - Voleibol de playa |

## Palmarés
Los equipos de los Hornets han ganado 4 títulos nacionales, pero siempre en divisiones inferiores de la NCAA

### Campeonatos nacionales
- Softball - 1981. División III
- Voleibol masculino - 1981. División II
- Golf femenino - 1981. División III
- Voleibol femenino - 1980. División III

### Campeonatos de la Big Sky conference
- Voleibol femenino (10) - 1997, 1998, 1999, 2000, 2001, 2002, 2003, 2004, 2005, 2006
- Tenis masculino (6) - 1998, 1999, 2001, 2002, 2003, 2006
- Tenis femenino (5) - 2002, 2003, 2004, 2005, 2006
- Golf masculino (2) - 1996, 1997